# Natuashish
Natuashish is een indianenreservaat van de Innu in de Canadese provincie Newfoundland en Labrador. Het reservaat ligt vlak bij de Atlantische kust van Labrador en wordt bestuurd door de Mushuau Innu First Nation.

## Geografie
Natuashish is de op een na noordelijkste permanent bewoonde plaats in de provincie, na Nain. Het gebied ten noorden en ten zuiden van Natuashish maakt deel uit van Nunatsiavut, een autonoom gebied van de (niet-verwante) Inuit.
Natuashish is vernoemd naar het gelijknamige meertje waaraan het dorp ligt (Engels: Little Sango Pond). Iets minder dan drie kilometer ten noordoosten van het dorp ligt een zee-inham waar er voor schepen twee aanlegsteigers voorzien zijn. 
De plaats ligt 18 km ten westnoordwesten van Davis Inlet. Dat is een op Ukasiksalik Island gelegen spookdorp dat de voorganger van het huidige Natuashish is. De dichtstbij gelegen bewoonde plaats is Hopedale, dat 76 km naar het zuidoosten toe ligt.

## Geschiedenis

### Voorgeschiedenis
Natuashish werd in 2002 gesticht door de Canadese overheid. Alle Innu van het oostelijker gelegen dorp Davis Inlet werden hervestigd naar de op het vasteland van Labrador gelegen locatie. De hoofdreden hiervoor waren de ernstige sociale problemen in Davis Inlet. De Innu uit de wijde regio werden in 1967 door de Canadese overheid aangespoord zich in Davis Inlet te vestigen en alzo hun traditionele, nomadische levensstijl te verlaten. Het dorp kende echter sinds het begin mensonwaardige leefomstandigheden, onder andere door veel te kleine woningen en geen toegang tot stromend water. De bevolking had massaal te lijden onder alcoholisme en drugmisbruik (waaronder ook erg jonge kinderen) en de plaats had bij de hoogste zelfmoordcijfers ter wereld.
Nadat details van het leven in Davis Inlet in 1993 de nationale en internationale media bereikten, waaronder beelden van zes jonge kinderen die petroleumdampen inhaleerden en schreeuwden dat ze wilden sterven, werden de eerste plannen gesmeed om een nieuw dorp op te richten op het vasteland van Labrador. 200 miljoen CA$ werd geïnvesteerd in de bouw van Natuashish en in december 2002 kwamen de eerste inwoners toe.

### Sinds de stichting
Ondanks de verbeterde materiële leefomstandigheden (grotere huizen, stromend water, betrouwbare verwarming) werd het project voorts als een mislukking beschouwd. Een onderzoek van de Canadian Broadcasting Corporation (CBC) in 2005 wees uit dat de aloude problemen van Davis Inlet, toen reeds omgevormd tot spookdorp, geenszins opgelost waren; ondanks verdere miljoeneninvesteringen van de overheid. Alcohol- en drugmisbruik tierden nog steeds welig en de weinige behandelingen ertegen vonden plaats in een tent. Er was geen ontwenningscentrum voorzien en ook geen safehouse voor vrouwen, ondanks het feit dat meer dan 80% van de vrouwen het slachtoffer was van fysiek huiselijk geweld.
In 2008 stemde het dorpsbestuur zeer nipt voor een totaalverbod op het gebruiken, verkopen en bezitten van alcohol. De grote verdeeldheid bij de inwoners en politici van het dorp lokte in 2010 een referendum over de kwestie uit. Daarin stemde 60 procent ermee in om het alcoholverbod te behouden.
Ook in de jaren na het verbod bleef het gebruik van onder andere alcohol, marijuana en cocaïne problematisch; onder meer door gebrek aan controle op de luchthaven. Zo pleegden enkel in de eerste helft van 2017 twee minderjarigen zelfmoord en geraakten drie andere tieners zwaargewond bij het afbranden van twee verschillende leegstaande panden waarin petroleumdampen geïnhaleerd werden.

## Transport
Er zijn geen wegen die naar het afgelegen kustdorp leiden. Het dorp is in de warme maanden bereikbaar via een veerboot die wekelijks de verbinding maakt met enerzijds Nain (133 km; vijfenhalf uur) en anderzijds Hopedale (102 km; vierenhalf uur). Vanuit Hopedale vaart de veerboot na een stop van zo'n twee uur verder richting zuidelijker gelegen kustgemeenschappen.
Natuashish is het jaar rond ook te bereiken via Natuashish Airport. De luchtvaartmaatschappij PAL Airlines doet van daaruit zes bestemmingen aan (allemaal binnen Labrador).

## Demografie
Vóór de hervestiging van de inwoners van Davis Inlet in 2002, was de locatie van het huidige Natuashish een onbewoonde plek. Bij eerstvolgende volkstelling (2006) werd een bevolkingsomvang van 706 vastgesteld. Tien jaar later was het inwoneraantal gestegen tot 938 (+32,9%). In de periode 2016–2021 vond er voor het eerste een demografische daling plaats.
Zo'n 47% van de bevolking is er jonger dan 20 jaar, een percentage dat bijna 2,5 maal hoger ligt dan het provinciaal gemiddelde.
| Jaar | Aantal inwoners | Verschil |
| ---- | --------------- | -------- |
| 2001 | 0               | –        |
| 2006 | 706             | ∞ %      |
| 2011 | 931             | +31,9%   |
| 2016 | 938             | +0,8%    |
| 2021 | 856             | -8,7%    |

## Gezondheidszorg
Gezondheidszorg wordt in het reservaat aangeboden door de Natuashish Community Clinic. Deze gemeenschapskliniek valt onder de bevoegdheid van de gezondheidsautoriteit Labrador-Grenfell Health (met inspraak van het band council) en biedt de inwoners eerstelijnszorg en spoedzorg aan. Er zijn zeven personeelsleden in dienst, met name drie verpleegsters, twee personal care attendants en twee onderhoudsmedewerkers, met daarnaast de regelmatige aanwezigheid van een bezoekend arts.